# Presedljaj
Presedljaj (1610 m n.p.m.) – przełęcz między Lučką Kopą (1758 m n.p.m.) i stromym południowo-wschodnim zboczem Vežicy (1779 m n.p.m.) Jest tu skrzyżowanie szlaków górskich:
- Na południe przez Konja (1803 m n.p.m.) i planinę (halę) Rzenik do Welikiej planiny (2½ godziny)
- Na północ do Kocbekovego domu (1808 m n.p.m.) na Korošicy (2 godziny)
- Na zachód do doliny Kamniškiej Bistricy (2 godziny)
- Szlak na wschód do doliny Luškiej Belej jest zapuszczony.

Przełęcz Presedljaj jest działem wodnym między Kamnišką Bistricą i Lučnica oraz Dretą. Na Presedljaju przebiega granica między Górną Krainą i Styrią. Granica prowadzi przez górę Konj (1803 m n.p.m.) na przełęcz Presedljaj, potem zaś na Dleskovška planotę (płaskowyż) i stąd dalej przez Ojstricę (2350 m n.p.m.) na Planjavę (2394 m n.p.m.).